# 혜종 (고려)
혜종(惠宗, 912년 ~ 945년 10월 28일 (음력 9월 15일), 율리우스력 10월 23일)은 고려 제2대 국왕(재위:943년 7월 9일 (음력 5월 29일), 율리우스력 7월 4일 ~ 945년 10월 28일)이다. 자는 승건(承乾), 휘는 무(武), 묘호는 혜종(惠宗), 시호는 인덕명효선현고평경헌의공대왕(仁德明孝宣顯高平景憲義恭大王)이고 능호(陵號)는 순릉(順陵)이다. 왕건과 장화왕후(莊和王后) 오씨(吳氏)의 맏아들이며, 왕비는 대광(大匡) 임희(林曦)의 딸인 의화왕후이다. 다른 묘호는 태종(太宗)인데, 고종이 올린 제문에는 태종대왕(太宗大王)으로 나타난다.
견훤과의 전투로 병력의 손실이 비교적 컸었던 나주 외가는, 그 후 가세가 미약해지면서 지위의 위협을 받게 되자, 부왕 태조는 고려 태조 4년 정식으로 그를 왕위 계승자인 ‘정윤(正胤)’으로 삼았다.  재위 3년만에 사망하였으나 사망 원인은 불명확하다. 태조 왕건의 적통을 이어받아 왕위에 오른 혜종의 위상은 남다른 바가 있으니 인종 대에는 '백성에게 공덕이 있다'라는 말을 들었고 태묘악장(太廟樂章)에서 혜종은 어느 국왕들보다 높은 칭송을 받게 된다.

## 생애

### 생애 초반

#### 출생과 책봉
고려 2대 국왕 혜종은 912년 전라도 나주 흥룡동(興龍洞)에서 태조 왕건과 장화왕후의 아들로 태어났다. 왕건은 아들의 이름을 무(武)라 정하였다. 왕건과 오씨가 만났다는 나주 완사천(浣紗泉) 연못은 현재까지 전해오고 있고, 혜종이 태어난 마을은 후대에 가서 임금이 태어난 마을로 전하다가 왕을 상징하는 '용'(龍) 자를 써서 지명이 흥룡동(興龍洞)이 되었다.
왕건은 궁예 휘하에서 나주를 정벌하고 그곳에 주둔할 때, 해주 호족 오부순의 손녀이며 오다련의 딸인 오씨를 만나 혼인하였다. 첫 부인 신혜왕후에게 아들이 없었기에 그는 왕건의 장자였다. 그러나 서남해안의 호족인 나주의 오씨 집안 세력은 견훤의 금성 침략 때에 손실을 입어 다른 호족들에 비교하여 병력이 약해져 이러한 배경으로 지위가 불안하였으며, 왕건은 바로 원자로 책봉했다가 921년 그를 태자로 삼아 국본으로 정한다. 그러나 외가의 가세가 약하여 권력 기반이 약했던 혜종은 후에 왕위쟁탈전에 휘말리게 되었다. 처음부터 외가의 가세가 약했던 건 아니고, 견훤의 나주 탈환 작전에 맞서 전쟁으로 가문의 기반을 상당수 잃어 버리게 된 후 가세가 약해진다. 전라도 나주 지역은 훗날 거란과의 전쟁에서 현종이 몽진시 목숨을 의탁할 정도로 고려 왕실에서 믿는 지역이기도 했다.
왕건이 고려를 건국하고 왕위에 오른 후 태자가 7세 때, 왕건은 그가 보위에 오를 덕이 있음을 알았으나 신하들의 반대가 있을 것을 걱정하여 상자에 자황포를 담아 장화왕후에게 보냈다. 왕후가 이를 대광 박술희에게 보여주었다.

#### 후백제와의 교전 참여
태조의 뜻을 알아차린 박술희는 여론을 조성하고 태조에게 간청하여 태조 4년 드디어 태자 무가 정윤으로 책봉되었다.
921년(태조 4년) 박술희 등의 도움으로 정윤으로 책봉된 뒤 태조를 따라 후백제를 쳐서 공을 세웠다.
943년 태조가 죽자 즉위하였으나, 이복동생인 왕요와 왕소가 왕위를 엿보았다. 그들은 태조의 제3비인 신명순성왕후 유씨의 소생이며 충주 지역 호족이었던 유긍달(劉兢達)의 외손으로, 충주 유씨는 혼인을 통해 여러 세력과 밀접한 관계를 유지하고 있었다.

### 즉위

#### 즉위 초반
944년 광평시랑 한현규와 예빈경 김염을 진(晋)나라에 보내어 왕위를 계승한 것을 알리고 거란족을 물리친 것을 하례하였다. 젊어서부터 기질이 호탕하고 도량이 넓었으며, 지혜와 용맹이 뛰어났다고 한다. 
이복동생왕요/왕소가 '왕위에 도전'하고 있음을 눈치챈 왕규는 945년(혜종 2) 이 사실을 알렸으나, 혜종은 '둘의 반발이 두려워 벌하지'는 않았다. 왕요는 나중에 왕규가 자신의 외손자광주원군(廣州院君)을 '임금으로 세우려고 했다고 누명'을 씌웠다.
945년 후진에서 광록경 범광정과 태자선마 장계응을 파견, 그에게 지절 현도주도독 상주국충 태의군사 고려국왕(持節玄度主都督上柱國充太義軍使高麗國王)으로 책봉하는 교서를 내렸다. 그러나 그해 혜종을 지지하던 태조의 최측근 박술희가 왕요 일파에 의해 역모의 누명을 쓰고 강화도로 유배되었다가 살해된다.

#### 왕규 역모설
왕규는 당시 혜종에게도 후궁으로 자신의 딸 후광주원부인 왕씨(後廣州院夫人王氏)를 시집보내 태조와 혜종, 양인의 국구의 위치에 있었다. 이 때문에 광주원군 추대설은 후대에 왕제 요 때나 광종 때에 날조되었다는 의견도 있다. 왕규는 혜종에게 왕제인 왕요와 왕소(광종)가 제위를 노리는 것 같으니 유의하라는 고변을 하기도 했기에, 왕소와 왕요를 이간질하기 위해 자신의 딸 경화궁부인(慶化宮夫人)을 광종의 후궁으로 주기도 하였다. 왕권 다툼 속에서 혜종은 명확한 결단을 내리지 못하고 있다가 945년 병으로 죽었다.

### 사후
이어 이복동생[정종]이 왕위에 올랐는데, 혜종의 유언에 따라 계승한 것이 아니라, 사료에는 스스로 군신의 추대를 받아 위에 오른 것으로 나와, '논란의 여지'가 있으며, 병으로 죽었는지조차 알 수가 없다. 능은 개성의 순릉(順陵)이다.

## 가족 관계
|                 |                             | 출생                             | 사망                                                    |
| --------------- | --------------------------- | -------------------------------- | ------------------------------------------------------- |
| 고려 제2대 국왕 | 혜종 의공대왕 惠宗 義恭大王 | 912년 생일 미상 태봉국 나주 목포 | 945년 10월 28일 (음력 9월 15일) (33세) 고려 개경 중광전 |

|    |                             | 본관 | 생몰년        | 부모                                  | 비고      |
| -- | --------------------------- | ---- | ------------- | ------------------------------------- | --------- |
| 부 | 태조 太祖                   | 개성 | 877년 - 943년 | 세조 世祖 위숙왕후 한씨 威肅王后 韓氏 | 초대 국왕 |
| 모 | 장화왕후 오씨 莊和王后 吳氏 | 나주 | 미상          | 오다련 吳多憐 연덕교 連德交           |           |

|       | 시호                        | 본관 | 생몰년 | 부모           | 비고 |
| ----- | --------------------------- | ---- | ------ | -------------- | ---- |
| 제1비 | 의화왕후 임씨 義和王后 林氏 | 진천 | 미상   | 임희 林曦 미상 |      |

| 작호 | 작호                                | 본관 | 이름   | 생몰년 | 부모               | 비고 |
| ---- | ----------------------------------- | ---- | ------ | ------ | ------------------ | ---- |
| 부인 | 후광주원부인 왕씨 後廣州院夫人 王氏 | 개성 | 미상   | 미상   | 왕규 王規 미상     |      |
| 부인 | 청주원부인 김씨 淸州院夫人 金氏     | 청주 | 미상   | 미상   | 김긍률 金兢律 미상 |      |
| 궁인 | 궁인 연씨 宮人 連氏                 | 경주 | 애이주 | 미상   | 연예 連乂 미상     |      |

|   |                   | 이름  | 생몰년 | 생모          | 배우자 | 비고 |
| - | ----------------- | ----- | ------ | ------------- | ------ | ---- |
| 1 | 흥화궁군 興化宮君 |       | 미상   | 의화왕후 임씨 | 미상   |      |
| 2 | ▨▨태자 ▨▨太子     | 제 濟 | 미상   | 궁인 연씨     |        |      |

|   |                       | 생몰년 | 생모          | 배우자    | 비고 |
| - | --------------------- | ------ | ------------- | --------- | ---- |
| 1 | 경화궁부인 慶和宮夫人 | 미상   | 의화왕후 임씨 | 광종 光宗 |      |
| 2 | 정헌공주 貞憲公主     | 미상   | 의화왕후 임씨 | 미상      |      |
| 3 | 명혜부인 明惠夫人     | 미상   | 궁인 연씨     | 미상      |      |

## 대중 문화속에 나타나는 혜종

### 드라마
- 《태조 왕건》(KBS, 2000, 배우:안정훈, 서현석,강민규)
- 《제국의 아침》(KBS, 2002, 배우:노영국)
- 《천추태후》(KBS, 2009~2009, 배우:미상
- 《빛나거나 미치거나》(MBC, 2015~2015 배우:미상
- 《보보경심: 려》(SBS, 2016, 배우:김산호)

## 같이 보기
- 한국의 역사